# Eiskunstlauf-Weltmeisterschaft 1898
Die 3. Eiskunstlauf-Weltmeisterschaft fand am 15. Februar 1898 in London (Großbritannien) statt.
Henning Grenander wurde der erste schwedische Weltmeister und begründete damit eine lange Erfolgstradition schwedischer Eiskunstläufer, die bis zum Zweiten Weltkrieg andauern sollte.

## Ergebnisse

### Herren
| Platz | Sportler          | Land                   |
| ----- | ----------------- | ---------------------- |
| 1     | Henning Grenander | Schweden               |
| 2     | Gustav Hügel      | Österreich             |
| 3     | Gilbert Fuchs     | Deutsches Reich        |
| 4     | H. C. Holt        | Vereinigtes Königreich |

Punktrichter waren:
- W. F. Adams  Vereinigtes Königreich
- C. E. Bell  Vereinigtes Königreich
- C. Filunger  Österreich
- A. F. Jenkin  Vereinigtes Königreich
- Clarence von Rosen  Schweden
- J. H. Thomson  Vereinigtes Königreich

## Quelle
- World figure skating championships 1896–1899 (men). Skatabase, archiviert vom Original am 11. Oktober 2008; abgerufen am 21. Mai 2018 (englisch).